# Euphorbia viridula
Euphorbia viridula là một loài thực vật có hoa trong họ Đại kích. Loài này được Cordem. ex Radcl.-Sm. mô tả khoa học đầu tiên năm 1978.